# JAR
JAR (від англ. Java ARchive) — Java-архів. Являє собою ZIP-архів, в якому міститься частина програми на мові Java.
Щоб JAR-файл виконувався, він повинен містити файл MANIFEST.MF в каталозі META-INF, в якому повинен бути зазначений головний клас програми (такий клас повинен містити метод main і задаватись параметром Main-Class). Номер версії JAR задається параметром Manifest-Version і є обов'язковим. У SDK 1.2 значення цього параметра має дорівнювати 1.0.

Приклад файлу MANIFEST.MF
```
Manifest-Version:
 
1.0
Ant-Version:
 
Apache
 
Ant
 
1.7.1
Created-By:
 
1.5.0_20-141
 
(Company
 
Inc.)
Main-Class:
 
com.sun.sample.ClassWithMainMethod

```

Команда для запуску (для зазначеного вище MANIFEST.MF запуститься метод з сигнатурою public static void main (String[] args) класу com.sun.sample.ClassWithMainMethod)
```
java -jar ім'я_файлу
```

Щоб запустити клас, що міститься в архіві
```
java -classpath ім'я_файлу ім'я_класу
```

При використанні GIJ можна використовувати
```
gij -jar ім'я_файлу
```

## Цікаві факти
- Деякі IDE (IntelliJ IDEA, NetBeans) як значок JAR-файла використовують зображення скляної банки (англ. jar — банка).